# Yuri Shulman
Pour les articles homonymes, voir Shulman.
Yuri ou Yury Shulman est un joueur d'échecs biélorusse puis américain né le 9 avril 1975 à Minsk en Biélorussie. Grand maître international en 1995, Shulman a remporté le championnat de Biélorussie (à deux reprises : en 1994 et 1995), le championnat d'Europe junior (en 1995), le championnat open des États-Unis en 2006 et le championnat américain en 2008. Il fut deuxième du championnat américain en 2010 et 2011, battu à chaque fois par Gata Kamsky lors du match de départage, et troisième lors du championnat de 2004.
Au 1er novembre 2015, Shulman est le 26e joueur américain et le 449e joueur mondial avec un classement Elo de 2 559. Il est inactif dans les tournois depuis 2014.

## Compétitions par équipe
Shulman a représenté la Biélorussie lors de trois olympiades (en 1994, 1996 et 1998) et les États-Unis lors de deux olympiades (en 2008 et 2010), remportant la médaille de bronze par équipe en 2008.
Il a participé aux championnats du monde par équipe de 2010 et 2011 avec les États-Unis (médaille d'argent par équipe en 2010) et au championnat d'Europe par équipe de 1997 avec la Biélorussie.